# Port lotniczy Vilhelmina
Port lotniczy Vilhelmina (IATA: VHM, ICAO: ESNV) – regionalny port lotniczy położony w Vilhelminie, w Szwecji.

## Linie lotnicze i połączenia
| Linia lotnicza | Kierunek                         |
| -------------- | -------------------------------- |
| Amapola Flyg   | 1. Lycksele 2. Sztokholm-Arlanda |